# 莫森小屋
67°00′30″S 142°39′40″E / 67.00833°S 142.66111°E

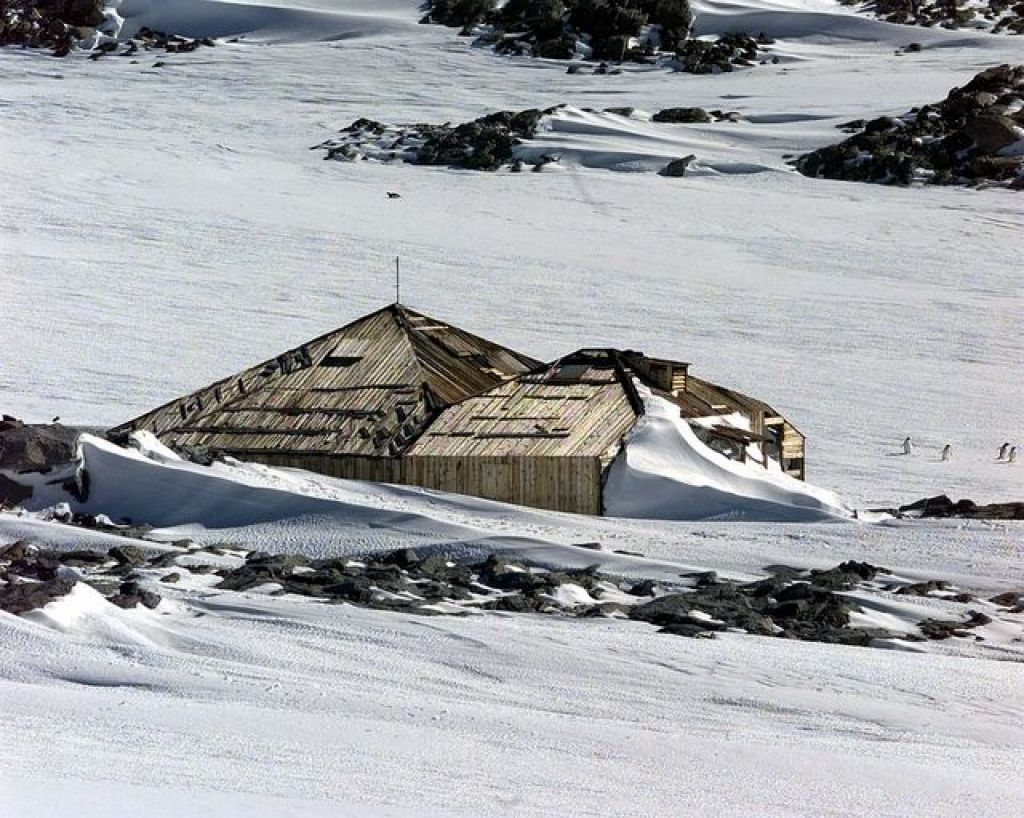
莫森小屋，攝於2006年

莫森小屋（英語：Mawson's Huts）是位於澳大利亞南極領地東部大英國協灣丹尼森角的建築群，距荷巴特南三千公里，由地質學家、探險家道格拉斯·莫森爵士率領的澳大利亞南極考察隊建於1911年至1914年間。莫森小屋為南極探險英雄年代六個倖存的建築物之一，而澳大利亞南極考察隊則是唯一一個在南極探險英雄年代由澳大利亞人主持的考察隊。小屋包括一個用於測量地磁南極變化的地磁儀，小屋具有絕對磁性，被用於地磁儀研究的參考點、天文台與過境站。其中最重要的建築是冬季生活區，也就是莫森小屋。其外型為金字塔屋頂的小屋，於1912年時為澳大利亞南極考察隊十八個人的主要基地，於1913年剩七個人（包括道格拉斯·莫森）留下。小屋由生活區與工作區兩部分所組成，分別在雪梨與墨爾本預製，並由考察隊在1912年運往現場組建。

## 無線電

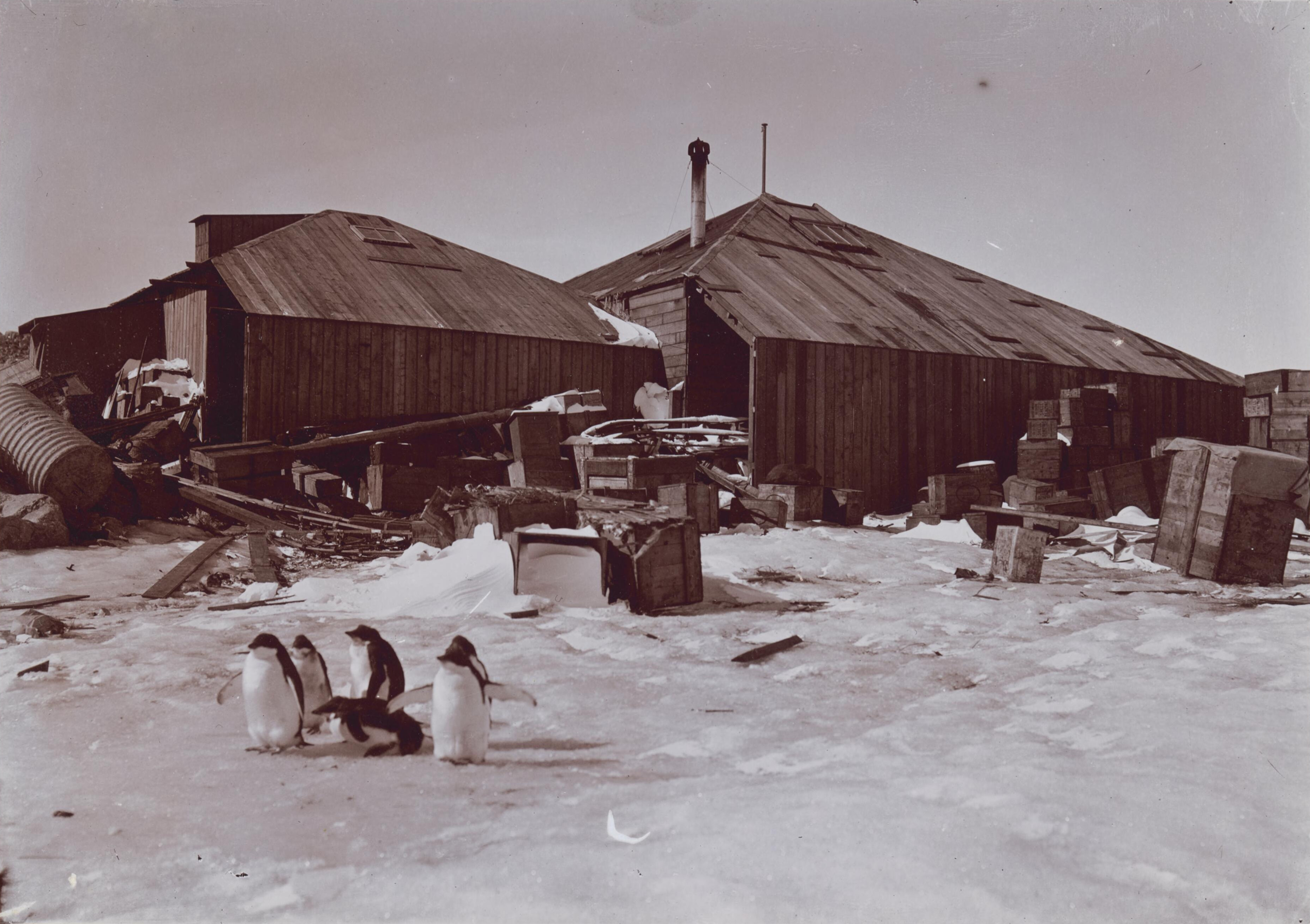
莫森小屋與企鵝，攝於1911年

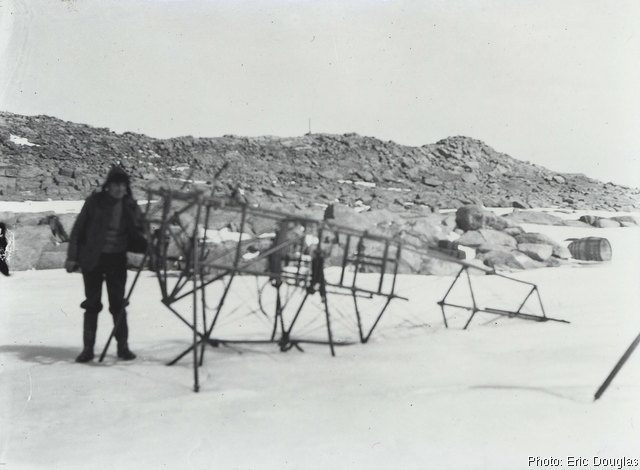
莫森小屋遺址，攝於1931年

澳大利亞南極考察隊是第一個使用麥覺理島無線中繼站，可以透過無線電與澳大利亞大陸聯繫的考察隊，系統可以不斷地傳送氣象觀測資料，也是人類首次在南極大陸上使用無線電。

## 主要小屋
主屋包括容納十八人的設施（一個廚房、一個洗衣房、一個儲物室與一個臥室），但只有7.3公尺×7.3公尺，面積53.29平方公尺。鄰接的工作區5.5公尺×4.9公尺，面積26.95平方公尺。建築物的三側有1.5公尺寬的走廊，被用於許多不同的事務，其中包括容納雪橇犬。

## 保護與歷史遺產
澳大利亞政府（自1970年代末以來通過澳大利亞南極洲部門）與私人非營利組織（特別是1997年以來的莫森小屋基金會）在小屋進行保護工作。除了進行考古記錄、清除小屋內部積雪和持續的維護之外，最近的（1998年和2006年）維護措施是將腐敗的木材屋頂用新的木材覆蓋，以防範風雪破壞。該地區自1972年起被認定為南極條約體系下的南極洲歷史遺跡與紀念碑（HSM 77），並於2004年設置於南極洲特別保護區（ASPA 162）與南極洲特別管理區（ASMA 3）之內。還有列於澳大利亞國家遺產名錄、英聯邦遺產名錄與國家遺產登記冊之中。
澳大利亞南極洲部門和澳大利亞環境與水資源部長於2007年7月發布了一份關於莫森小屋歷史遺址的新管理計劃，以徵詢公眾意見。該計劃規定了引導活動原則，以便在澳大利亞南極考察一百週年前保留該遺址的遺產價值。

## 旅遊
Chimu Adventures（旅行社）每年從荷巴特塔斯馬尼亞省開始前往莫森小屋，航程一般在麥覺理島途中停留，途經紐西蘭亞南極群島返回。

## 來源
- Australian Antarctic Division (2007 Mawson's Huts Historic Site Management Plan 2007-2012.
- Mackay, R (2005) 'Ice, icon and identity: the meaning of Mawson's huts'. In Lydon, J & Ireland, T (eds) Object Lessons:  Archaeology & Heritage in Australia.
- Mawson, D (1915) Home of the Blizzard: being the story of the Australasian Antarctic Expedition, 1911-1914.
- Pearson, M (1992).  'Expedition huts in Antarctica: 1899-1917'. Polar Record 28, 167: 261-276.

## 外部連結
- Australian National Heritage listing for Mawson's Huts and Mawson's Huts Historic Site （页面存档备份，存于）
- Home of the Blizzard — the Australasian Antarctic Expedition
- The Mawson's Huts Foundation （页面存档备份，存于）
- "Frozen in Time" fulldome planetarium show about Mawson's Huts （页面存档备份，存于）
- "Frozen in Time" fulldome planetarium show about Mawson's Huts - online video （页面存档备份，存于）